# Union nationale des industries de carrières et matériaux de construction
 (décembre 2010).
Si vous disposez d'ouvrages ou d'articles de référence ou si vous connaissez des sites web de qualité traitant du thème abordé ici, merci de compléter l'article en donnant les références utiles à sa vérifiabilité et en les liant à la section « Notes et références ».
L’Union nationale des industries de carrières et matériaux de construction (UNICEM) est une fédération interprofessionnelle qui regroupe les industries extractives de minéraux et les fabricants de matériaux de construction. 

## Activité
Elle est membre du MEDEF, de la CPME et de France Industrie. Son président est Alain Plantier élu lors de l'Assemblée générale du 21 juin 2023. Il succède à Alain Boisselon, pour un mandat de trois ans.
L'union gère la convention collective  des Carrières et Matériaux.
L'UNICEM a un rôle de lobbying, et est inscrite à ce titre auprès de la Haute Autorité pour la transparence de la vie publique : elle déclare un budget annuel de lobbying compris entre 300 000 et 400 000 euros